# ليوناردو دياز
ليوناردو دياز (بالإسبانية: Leonardo Díaz)‏ (5 سبتمبر 1972 بسانتا في في الأرجنتين - ) هو لاعب كرة قدم أرجنتيني في مركز حراسة المرمى. شارك مع منتخب الأرجنتين تحت 20 سنة لكرة القدم. أما مع النوادي، فقد لعب مع إنديبندينتي وديبورتيفو كالي وذي سترونغيست ونادي أتليتيكو كولون وهوراكان وميونيسيبال ونادي كونسيبسيون ‏ وBoca Unidos ‏.

## وصلات خارجية
- ليوناردو دياز على موقع الاتحاد الدولي (مؤرشف)  (الإنجليزية)
- ليوناردو دياز على موقع إي إس بي إن إف سي (الإنجليزية)
- ليوناردو دياز على موقع قاعدة بيانات كرة القدم.إي يو (الإنجليزية)